# Azhdehā Balūch
Azhdehā Balūch (persiska: اژدها بلوچ) är en ort i Iran.   Den ligger i provinsen Gilan, i den norra delen av landet, 240 km nordväst om huvudstaden Teheran. Antalet invånare är 256.
Terrängen runt Azhdehā Balūch är mycket platt. Runt Azhdehā Balūch är det tätbefolkat, med 659 invånare per kvadratkilometer. Närmaste större samhälle är Khoshk-e Bījār, 8,5 km sydväst om Azhdehā Balūch. Trakten runt Azhdehā Balūch består till största delen av jordbruksmark.